# 何塞·阿吉拉尔

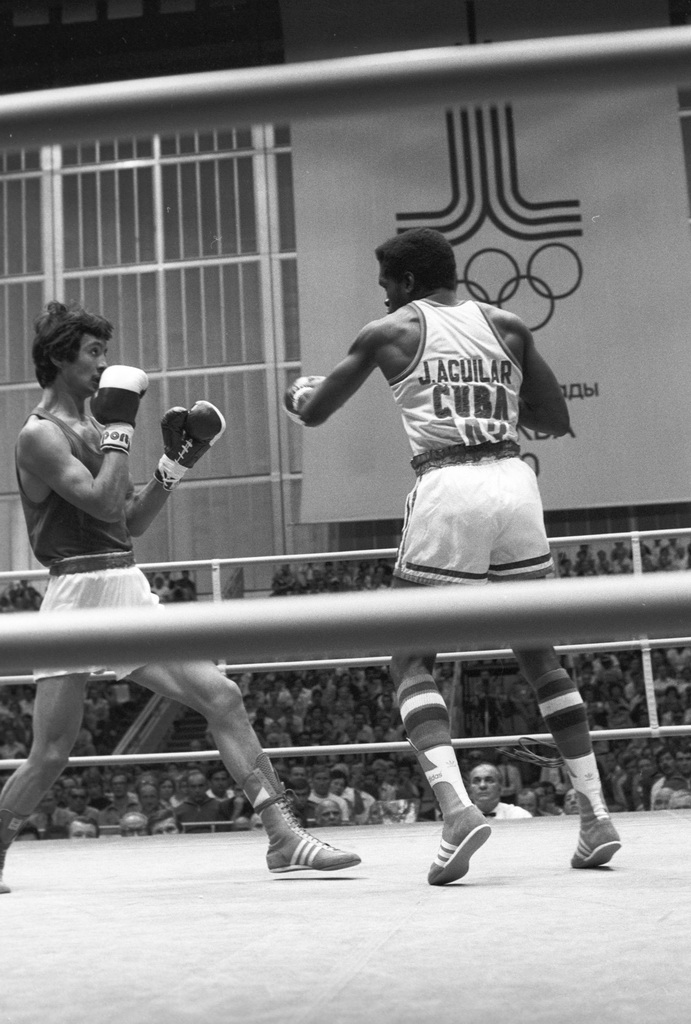
若澤·阿吉拉在1980年奥运会上

何塞·阿吉拉尔（西班牙語：José Aguilar Pulsar，1958年11月24日—2014年4月4日），是一名古巴拳击手。1980年莫斯科夏季奥运会上，他获得了轻量级的铜牌。
2014年4月4日，他因中风去世，享年55岁。